# Xavier Amaechi
Xavier Amaechi (Bath, Reino Unido, 5 de enero de 2001) es un futbolista inglés que juega como centrocampista en el Plymouth Argyle F. C. de la League One de Inglaterra.

## Trayectoria
Nació en Bath en 2001, su padre es nigeriano y su madre es inglesa. Más tarde, la familia se mudó a Bushey, una localidad cerca de Londres. Comenzó jugando al fútbol en las bases de uno de los equipos de la ciudad, el Fulham, hasta que en 2013 fue adquirido al Arsenal con la edad de doce años. 

### Arsenal
En el Arsenal pasó por todas sus categorías hasta llegar al equipo sub-18. En la temporada 2017-18 hizo un total de ocho apariciones con el Arsenal sub-18 y seis con el equipo Arsenal sub-23 llegando a ganar el campeonato liguero. En enero de 2018 firmó su primer contrato como futbolista profesional bajo el mando de Arsène Wenger. En la temporada 2018-19 fue ascendido con el equipo sub-23 llegando a jugar un total de 14 partidos marcando cuatro goles. Xavier Amaechi viajó a Bakú con el primer equipo para la final de la UEFA Europa League 2018-19 contra el Chelsea pero no llegó a entrar en la lista definitiva de 23 jugadores.

### Hamburgo S. V.
El 28 de julio de 2019 se anunció su llegada al Hamburgo S. V., firmó un contrato hasta el 30 de junio de 2023. Amaechi pudo haber llegado semanas antes al Bayern Múnich pero el club hanseático se adelantó por el futbolista. Debutó el 11 de agosto con el equipo en un partido de Copa alemana contra el Chemnitzer FC de tercera división, fue sustituido en el tiempo reglamentario antes de la prórroga.

## Selección nacional
Ha jugado hasta el momento con las selecciones sub-16 y sub-17 de Inglaterra. Ha llegado a anotar dos goles en siete partidos jugados. Amaechi también participó en el Campeonato Europeo Sub-17 de la UEFA 2017 llegando a jugar 4 partidos y anotando un gol. 

## Clubes
| Club                            | País       | Año       |
| ------------------------------- | ---------- | --------- |
| Hamburgo S. V.                  | Alemania   | 2019-2023 |
| Karlsruher S. C. (cedido)       | Alemania   | 2021      |
| Bolton Wanderers F. C. (cedido) | Inglaterra | 2021-2022 |
| 1. F. C. Magdeburgo             | Alemania   | 2023-2025 |
| Plymouth Argyle F. C.           | Inglaterra | 2025-     |